# Dejan Stojanović
Dejan Stojanović (cirillico serbo Дејан Стојановић, pronuncia /dɛjan stɔjanɔvitɕ/; Peć, 11 marzo 1959) è un poeta, scrittore, saggista, filosofo ed ex giornalista serbo.
La sua poesia è caratterizzata da un sistema riconoscibile di pensiero e da artifici poetici, confinante con la filosofia, e, nel complesso, caratterizzata da un tono molto riflessivo. Secondo il critico Petar V. Arbutina, "Stojanović appartiene al piccolo cerchio dei poeti autoctoni che sono stati la principale forza creativa ed artistica della poesia serba degli ultimi decenni."

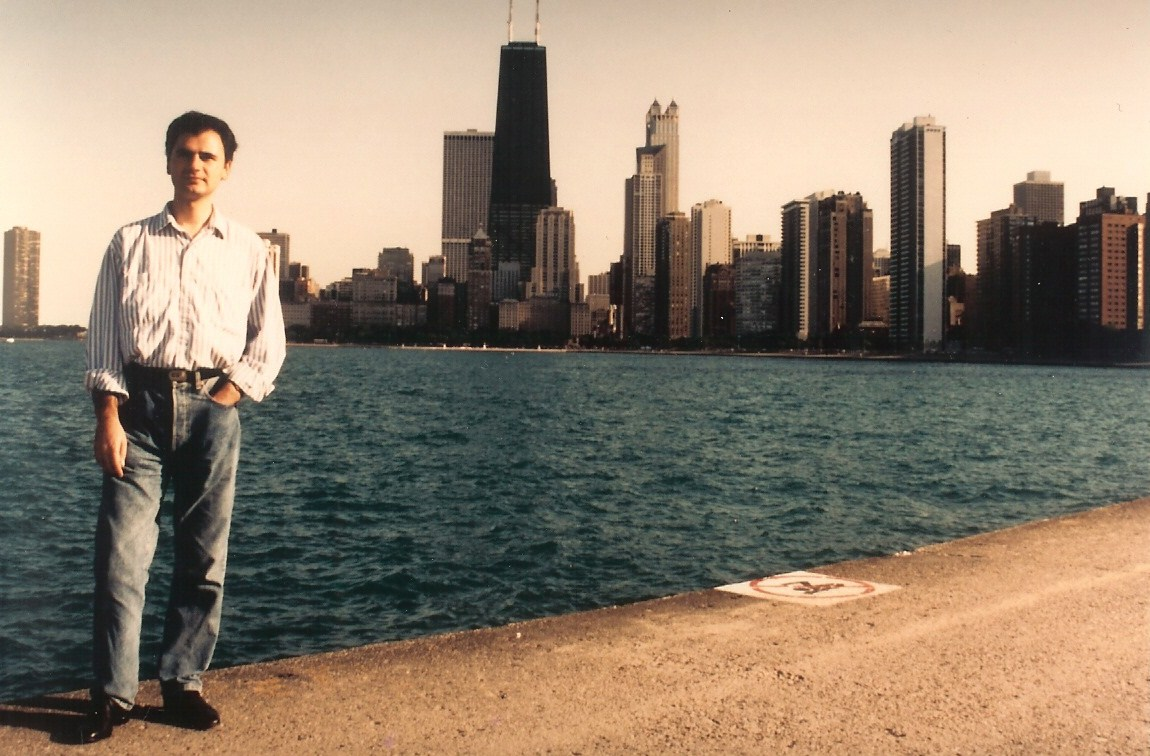
Stojanović (Chicago, 1991)

## Biografia

### Famiglia
Circa due secoli fa, gli antenati della famiglia Stojanović si trasferì da Čevo (vicino a Cettigne, Montenegro) a Orasi (Lješanska Nahija, Montenegro). Secondo la tradizione orale, discendevano da uno dei più famosi nobili serbi, Strahinjić Ban. Alcuni membri della famiglia di origine si trasferirono in Kosovo nei primi anni ‘30.
La nonna paterna di Stojanović, Anđa, proveniva da un'importante famiglia del Montenegro, la famiglia Lubarda, il cui membro più importante era Petar Lubarda, senza dubbio il migliore e più celebre pittore della ex Jugoslavia (sul quale Sir Herbert Read si è dilettato a scrivere).

### I primi anni

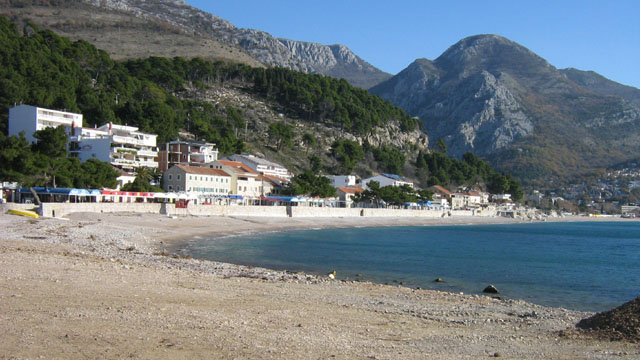
Spizza

Stojanović nacque a Peć, in Kosovo (ex Jugoslavia), centro amministrativo e culturale della Metochia, dove si trova il Monastero patriarcale di Peć. Essendo cresciuto in un paese socialista e in una comunità multi-etnica del Kosovo, incontrò tutti i paradossi del comunismo nella ex Jugoslavia in età molto precoce.
Nel 1972 si trasferì con la famiglia a Sutomore (una piccola città sulla costa adriatica, nei pressi di Antivari, Montenegro), dove completò l'anno scolastico. Anche dopo il ritorno a Peć, ogni anno, trascorse lunghe vacanze estive con la sua famiglia nella loro casa estiva di Sutomore e visitò spesso le vicine città di Antivari, Castellastua, Santo Stefano, Budua, Cattaro, Teodo e Castelnuovo.
La presenza schiacciante di acqua e mare nella sua poesia, probabilmente possono essere spiegati dal fatto che egli viveva in prossimità del Mar Adriatico. Inoltre, quando si trasferì a Chicago, fu affascinato dal lago Michigan, che è oltre il doppio del Mare Adriatico. Inoltre, le montagne di Montenegro e Peć (Prokletije) influenzarono la sua poesia, come dimostra il fatto che divennero l'altro tema ricorrente nelle sue opere.
Le sue prime aspirazioni, che durarono per tutta la sua vita, furono verso la filosofia. Dall'età di 14 anni, si è interessato a recitazione e regia. Timido di natura, non disse mai a nessuno dei suoi interessi segreti, ma era sicuro che sarebbe stato in grado di dedicarvisi un giorno. Guardò almeno un film, e talvolta due o tre, ogni giorno.
Nel 1976 visitò Parigi e, durante tale visita, un emigrato politico serbo, Jovan Brkić, promise di organizzargli l'accesso alla Sorbona. Purtroppo, non sfruttò questa opportunità e in seguito si rammaricò di tale decisione.

### Età adulta

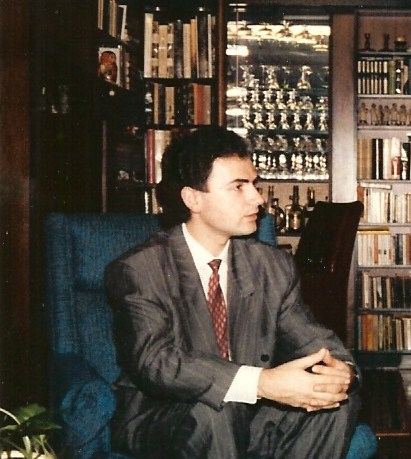
Stojanović nel 1991

Anche se Stojanović si interessò prevalentemente di arti e filosofia, studiò legge e ottenne una laurea presso l'Università di Priština in Kosovo. Decise di continuare gli altri suoi interessi in seguito.
I suoi primi impulsi verso la scrittura furono evidenti fin dall'età di 10 anni, ma iniziò a scrivere poesie all'età di 18 anni. Aveva sempre saputo che sarebbe diventato uno scrittore, anche se si aspettava sarebbe stato in campo filosofico, piuttosto che letterario, in quanto già molto presto nella sua vita aveva elaborato una serie di elaborate idee filosofiche.
Nei primi mesi del 1978, iniziò a scrivere poesie, e vi sono alcune prove che, molto probabilmente, era motivato dalla intensa infatuazione che ebbe verso una ragazza che abitava nella sua città. Si svegliò una mattina con una breve, ma completa, poesia in mente. La stessa cosa accadde alcuni giorni dopo, ed una terza volta dopo pochi altri giorni. Egli percepì questa esperienza come un preciso segno che avrebbe dovuto scrivere poesie, cosa che fece, sebbene nascose il suo lavoro per 3-4 anni.
Dopo questo periodo di segretezza, iniziò ad esprimere la sua poesia più apertamente, e pubblicò le sue poesie in alcune delle più importanti riviste letterarie dell'ex Jugoslavia, come Oko a Zagabria, Croazia, Jedinstvo e Stremljenja a Priština. Nel 1982 o 1983, divenne segretario di un Club Letterario (Karagač) nella sua città natale di Peć e, successivamente, ne divenne il presidente. Gli fu offerta l'opportunità di essere l'editore capo della stazione radio locale a Peć, ma egli rifiutò; tuttavia, condusse numerose interviste con alcuni artisti eminenti del Kosovo. Il suo primo libro di poesie, Cerchiatura (Krugovanje), era pronto per la pubblicazione nel 1983, ma non fu pubblicato fino al 1993. A quel punto, alcune delle poesie più vecchie erano state rimosse, mentre ne furono inserite alcune nuove, scritte tra il 1983 e il 1986, insieme con l'ultima poesia del libro, che è stata scritta a Chicago nel 1991. Nel 1986, in quanto giovane scrittore, è stato riconosciuto tra 200 scrittori al Festival Letterario di Bor (Serbia, ex Jugoslavia). Alla fine degli anni '80, divenne membro del Consiglio della Gioventù Letteraria della Serbia.

## Giornalismo

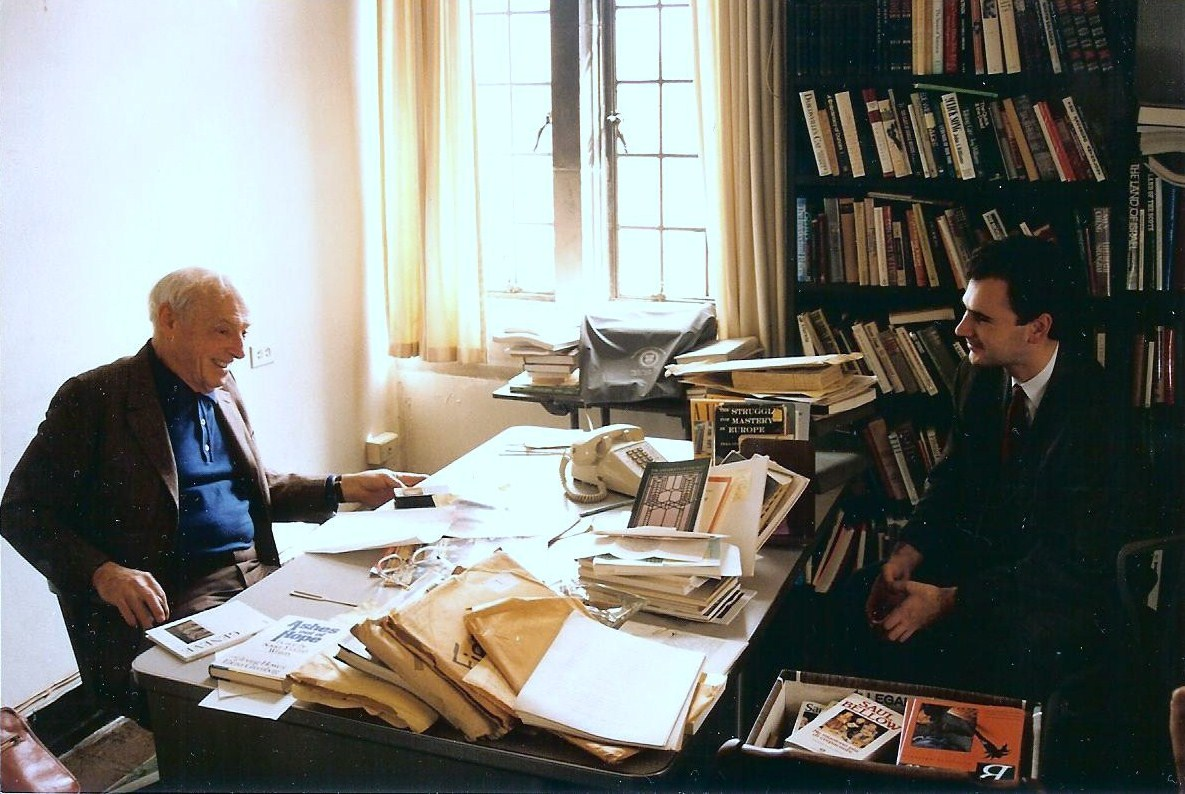
Dejan Stojanović intervista Saul Bellow, Università di Chicago, 1992

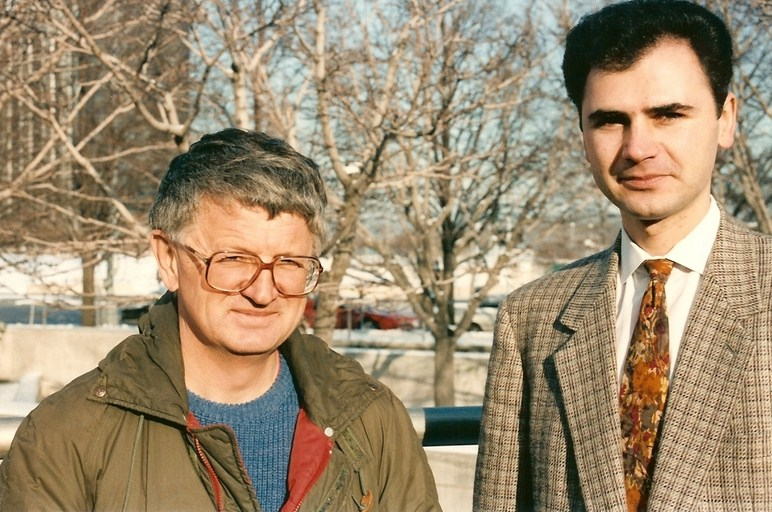
Steve Tesich e Dejan Stojanović, Chicago, 1991

Nel 1990 fondò la sua azienda privata a Peć e decise, tra l'altro, di entrare nel mondo dell'editoria. Chiamò la sua società Metoh (terra della chiesa) e decise di pubblicare una rivista letteraria con lo stesso nome. Anche se stabilì di pubblicare la rivista in Kosovo, lo staff era composto da scrittori di Belgrado, tra i quali Alek Vukadinović, un famoso poeta serbo che è stato un sostenitore accanito dell'idea di Stojanović di pubblicare la rivista.
Nello stesso periodo, iniziò a scrivere per la prima rivista di opposizione della Serbia, Pogledi (Posizioni). Intervistò molti scrittori serbo di primo piano di Belgrado, e.g., Momo Kapor, Alek Vukadinović e Nikola Milošević. Durante la sua seconda visita a Parigi, nel maggio e giugno 1990, intervistò numerosi artisti di fama internazionale, come Ljuba Popović, Petar Omčikus e Miloš Šobajić, di origine serba, così come alcuni intellettuali francesi, e.g. Jacques Claude Villard.
Nel dicembre 1990, si recò negli Stati Uniti come corrispondente estero, progettando di restarci da sei mesi ad un anno. L'obiettivo era di realizzare interviste con alcune importanti figure della letteratura e quindi tornare alla Jugoslavia. Egli realizzò questo obiettivo, anche se non completamente, a causa della guerra iniziata nella ex Jugoslavia a metà del 1991.
Ha ricevuto il prestigioso premio Rastko Petrović dalla Società di Scrittori Serbi per il suo libro di interviste dal 1990 al 1992 in Europa e nelle Americhe, intitolata Conversazioni, che includeva interviste con alcuni grandi scrittori statunitensi, tra cui il premio Nobel Saul Bellow, Charles Simic, e Steve Tesich.

## Biblioteca e manoscritti
All'inizio della sua vita da adulto, Stojanović sviluppò un sistema filosofico di idee che si sono occupate soprattutto di questioni metafisiche e della struttura dell'Universo. Ha scritto centinaia e centinaia di pagine nei suoi taccuini approfondendo queste idee, insieme a saggi sulla lingua e la letteratura. Purtroppo, questi manoscritti, insieme con la sua biblioteca di oltre un migliaio di libri (scelti con cura per anni), sono stati persi a causa di un incendio provocato da militanti di etnia albanese subito dopo la fine della guerra in Kosovo (1999). I suoi libri, insieme con i suoi manoscritti, furono conservati temporaneamente nell'ufficio di suo fratello, nel centro della città di Peć.

## Stile

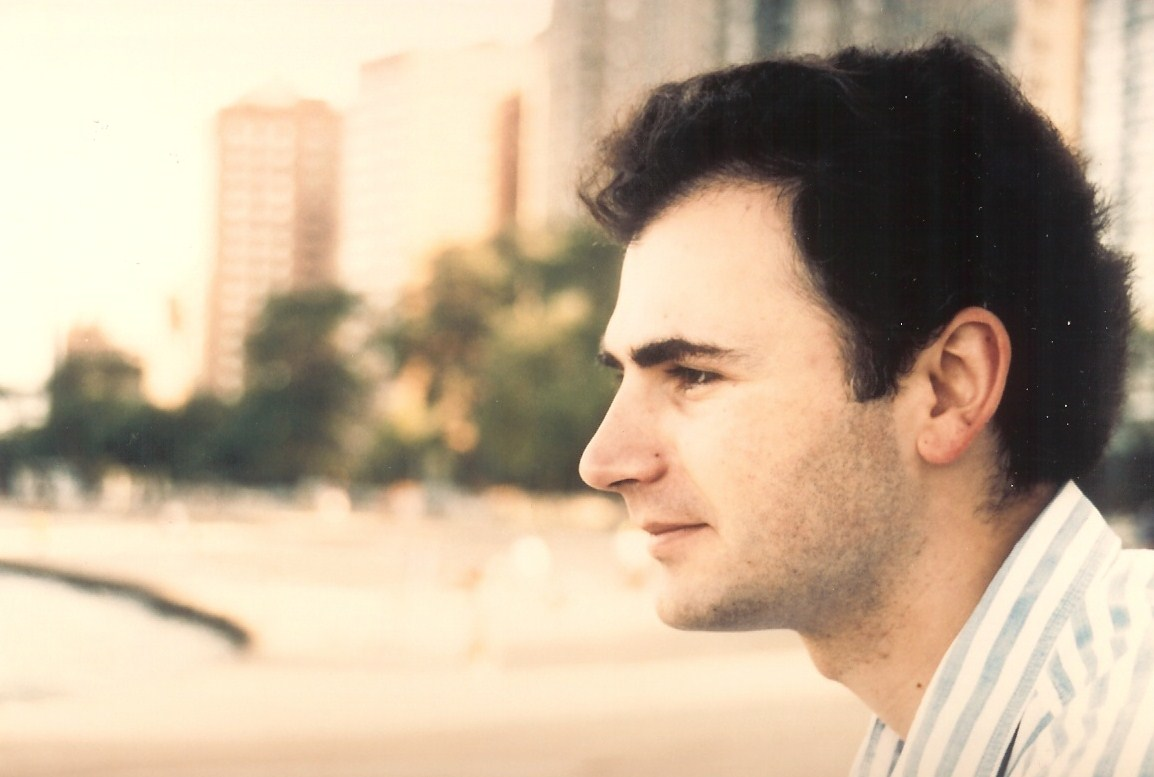
Dejan Stojanović, 1991

Le raccolte di poesie di Stojanović sono caratterizzate da sequenze di poesie dense e sintetiche, semplici ma complesse con una struttura globale attentamente organizzata, ed ecco perché alcune appaiono visibilmente più lunghe di altre. Questa è una caratteristica soprattutto dei libri Il segno e i suoi bambini, La forma, e Il Creatore (Znak I njegova deca, Oblik, Tvoritelj), in cui Stojanović ha costruito la sua cosmogonia poetica con un numero relativamente piccolo di parole ripetute in contesti diversi. Per questo motivo, lo scrittore e critico David Kecman lo descrive come un cosmo-sofista.
Nelle sue poesie, tratta i più alti argomenti così come quelli meno importanti con uguale attenzione, spesso accostandoli in maniere assurde e paradossali, costruendo gradualmente nuove prospettive e significati che non sono solo poetiche in origine o nello scopo. Alcuni temi e ansie, siano essi singoli frammenti o mondi interi, sono presenti in tutti i suoi libri, e si può dire che i suoi libri di poesia sono di per sé lunghi poemi e che servano come ingredienti di un iper-libro di poesia ancora in divenire.
Ha usato molte forme poetiche mai utilizzate prima nella poesia serba e anche creato alcune nuove forme. "Se l'eleganza è rappresentata dalla semplicità, allora questi sono alcuni dei più elegante versi immaginabili," ha dichiarato Branko Mikasinovich.
Negli ultimi anni, Stojanović ha iniziato a scrivere in inglese, e ha già scritto diversi libri, non ancora pubblicati, così come alcuni scritti puramente filosofici. Molte delle sue nuove poesie sono meno ellittiche e rigide tanto dal punto di vista linguistico quanto da quello poetico.

## Opere

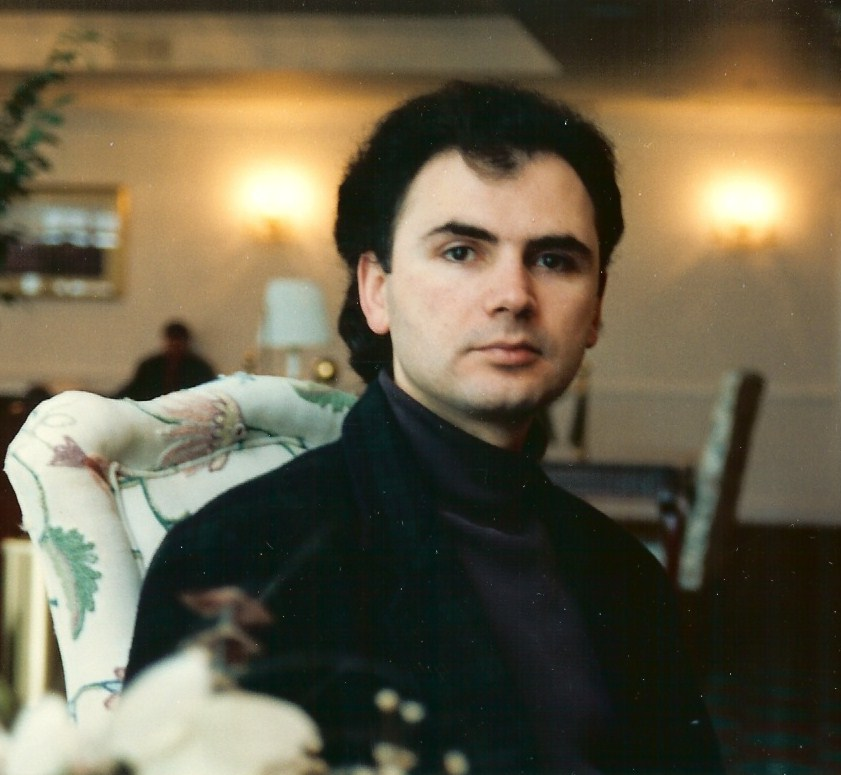
Stojanović, 1993

### Raccolte di poesie
- Krugovanje: 1978–1987 (Cerchiatura), (Narodna knjiga, Alfa, Belgrado, 1993)
- Krugovanje: 1978–1987 (Cerchiatura), Seconda edizione, (Narodna knjiga, Alfa, Belgrado, 1998)
- Sunce sebe gleda (Il sole si osserva), (Književna reč, Belgrado, 1999)
- Znak i njegova deca (Il segno e i suoi bambini), (Prosveta, Belgrado, 2000)
- Oblik (La forma), (Gramatik, Podgorica, 2000)
- Tvoritelj (Il creatore), (Narodna knjiga, Alfa, Belgrado, 2000)
- Krugovanje (Cerchiatura), Terza edizione, (Narodna knjiga, Alfa, Belgrado, 2000)
- Ples vremena (La danza del tempo), (Konras, Belgrado, 2007)

### Interviste
- Razgovori (Conversazioni), (Književna reč, Belgrado, 1999)

## Galleria d'immagini
| - Dejan Stojanović in un disegno di Zoran Tucić - Nicola del Montenegro e Dejan Stojanović, Parigi, 1990. - Jacques Claude Villard e Dejan Stojanović, Parigi, 1990 - Alek Vukadinović e Dejan Stojanović, Belgrado, 1990 |